# Champagne (Ardecha)
Champagne és un municipi francès situat al departament de l'Ardecha i a la regió d'Alvèrnia-Roine-Alps. L'any 2007 tenia 574 habitants.

## Demografia

### Població
El 2007 la població de fet de Champagne era de 574 persones. Hi havia 201 famílies de les quals 42 eren unipersonals (19 homes vivint sols i 23 dones vivint soles), 70 parelles sense fills, 70 parelles amb fills i 19 famílies monoparentals amb fills.
La població ha evolucionat segons el següent gràfic:
Habitants censats

### Habitatges
El 2007 hi havia 230 habitatges, 208 eren l'habitatge principal de la família, 13 eren segones residències i 10 estaven desocupats. 223 eren cases i 8 eren apartaments. Dels 208 habitatges principals, 158 estaven ocupats pels seus propietaris, 48 estaven llogats i ocupats pels llogaters i 2 estaven cedits a títol gratuït; 2 tenien una cambra, 3 en tenien dues, 18 en tenien tres, 84 en tenien quatre i 101 en tenien cinc o més. 173 habitatges disposaven pel capbaix d'una plaça de pàrquing. A 83 habitatges hi havia un automòbil i a 109 n'hi havia dos o més.

### Piràmide de població
La piràmide de població per edats i sexe el 2009 era:
| Homes | Edats   | Dones |
| ----- | ------- | ----- |
| 0     | 95 o +  | 4     |
| 0     | 90 a 94 | 0     |
| 4     | 85 a 89 | 0     |
| 4     | 80 a 84 | 4     |
| 4     | 75 a 79 | 8     |
| 8     | 70 a 74 | 12    |
| 16    | 65 a 69 | 12    |
| 16    | 60 a 64 | 8     |
| 8     | 55 a 59 | 16    |
| 4     | 50 a 54 | 8     |
| 12    | 45 a 49 | 4     |
| 4     | 40 a 44 | 12    |
| 36    | 35 a 39 | 8     |
| 32    | 30 a 34 | 28    |
| 28    | 25 a 29 | 28    |
| 16    | 20 a 24 | 16    |
| 24    | 15 a 19 | 8     |
| 8     | 10 a 14 | 8     |
| 36    | 5 a 9   | 20    |
| 8     | 0 a 4   | 20    |

## Economia
El 2007 la població en edat de treballar era de 336 persones, 246 eren actives i 90 eren inactives. De les 246 persones actives 230 estaven ocupades (126 homes i 104 dones) i 17 estaven aturades (6 homes i 11 dones). De les 90 persones inactives 27 estaven jubilades, 29 estaven estudiant i 34 estaven classificades com a «altres inactius».

### Ingressos
El 2009 a Champagne hi havia 213 unitats fiscals que integraven 559,5 persones, la mediana anual d'ingressos fiscals per persona era de 17.201 €.

### Activitats econòmiques
Dels 14 establiments que hi havia el 2007, 1 era d'una empresa alimentària, 2 d'empreses de fabricació d'altres productes industrials, 3 d'empreses de construcció, 1 d'una empresa de comerç i reparació d'automòbils, 4 d'empreses d'hostatgeria i restauració, 1 d'una empresa immobiliària i 2 d'empreses classificades com a «altres activitats de serveis».
Dels 7 establiments de servei als particulars que hi havia el 2009, 1 era un paleta, 1 guixaire pintor, 1 fusteria, 3 restaurants i 1 agència immobiliària.
L'únic establiment comercial que hi havia el 2009 era una carnisseria.
L'any 2000 a Champagne hi havia 17 explotacions agrícoles que ocupaven un total de 160 hectàrees.

## Equipaments sanitaris i escolars
El 2009 hi havia una escola elemental.

## Poblacions més properes
El següent diagrama mostra les poblacions més properes.